# Gheorghe Botea
Gheorghe Botea (n. 2 martie 1866 - d. ?) a fost unul dintre ofițerii Armatei României, care a exercitat comanda unor mari unități și unități militare, pe timp de război, în perioada Primului Război Mondial și operațiilor militare postbelice.

## Cariera militară
În perioada Primului Război Mondial a îndeplinit funcțiile de comandant al Regimentului Putna No. 7 (1916-1918) și Brigăzii XI Infanterie. 

## Decorații
- Ordinul „Coroana României”
- Medalia Răsplata Muncei